# Flaignes-Havys
Flaignes-Havys es una población y comuna francesa, en la región de Champaña-Ardenas, departamento de Ardenas, en el distrito de Charleville-Mézières y cantón de Rumigny. Se ubica en la región noreste del país a unos 15 kilómetros de la frontera con Bélgica.

## Demografía
| 179 | 182 | 167 | 160 | 133 | 132 |
| Para los censos de 1962 a 1999 la población legal corresponde a la población sin duplicidades (Fuente: INSEE [Consultar]) |     |     |     |     |     |